# 1397年
| 千纪： | 2千纪 |
| 世纪： | 13世纪 \| 14世纪 \| 15世纪                                                                                 |
| 年代： | 1360年代 \| 1370年代 \| 1380年代 \| 1390年代 \| 1400年代 \| 1410年代 \| 1420年代                           |
| 年份： | 1392年 \| 1393年 \| 1394年 \| 1395年 \| 1396年 \| 1397年 \| 1398年 \| 1399年 \| 1400年 \| 1401年 \| 1402年 |
| 纪年： | 丁丑年（牛年）；明洪武三十年；越南光泰十年；日本應永四年                                                   |

## 大事记
- 中国
  - 明朝颁发《大明律》。
  - 丁丑科會試發生南北榜案。
- 东南亚
  - 三佛齐被爪哇满者伯夷国王灭，华人一千多人拥戴广东南海人梁道明为三佛齐王。
- 欧洲
  - 6月17日——波美拉尼亞的埃里克在卡爾馬加冕為丹麥、挪威和瑞典國王，丹麥、瑞典和挪威的代表在瑞典南部一個距離丹麥邊境很近的城市卡爾馬的阿克斯胡斯城堡內行行會議，並簽訂《卡爾馬條約》，宣佈丹麦、瑞典和挪威合并为卡尔马联合，由共同君主統治。
  - 普魯士地區的騎士建立反抗條頓騎士團的「蜥蜴聯盟」。

## 出生
- 5月6日——李祹，朝鮮王朝第四代国王（逝世于1450年，53岁）
- 6月29日——胡安二世，阿拉贡国王（逝世于1479年，82岁）[來源請求]
- 8月10日——阿尔布雷希特二世，德国国王（逝世于1439年，42岁）
- 11月15日——尼古拉五世，天主教教宗（逝世于1455年，58岁）